# Aardhuis
Het Aardhuis is een voormalig jachtchalet van koning Willem III bij Hoog-Soeren op de Veluwe in de provincie Gelderland. Het staat boven op de Aardmansberg. Koningin Juliana liet er in 1972 een voorlichtingscentrum inrichten over natuur en wild. Haar opvolgers zetten dit voort. Het is het officiële bezoekerscentrum van Kroondomein Het Loo, ook is er een restaurant in gevestigd.
In 1861 gaf koning Willem III opdracht tot de bouw van het jachtchalet voor bijeenkomsten met militaire autoriteiten en voor de jacht. Het chalet werd ontworpen door zijn hofarchitect Henri Camp. Ook prins-gemaal Hendrik gebruikte het Aardhuis als jachtchalet. In de loop van de 20e eeuw raakte het gebouw in verval. Het werd in de jaren 1970 gerestaureerd en in 2018 volgde een nieuwe opknapbeurt. Een stijlkamer en een grote zaal zijn nog in vrijwel authentieke staat. 
In het bezoekerscentrum wordt informatie gegeven over de geschiedenis van het chalet, het beheer van het kroondomein en de flora en fauna van het gebied. Bij het huis behoort een tegen betaling te bezoeken wildpark met edelherten en damherten. 
Het chalet werd in 1973 ingeschreven in het rijksmonumentenregister onder nummer 8160).

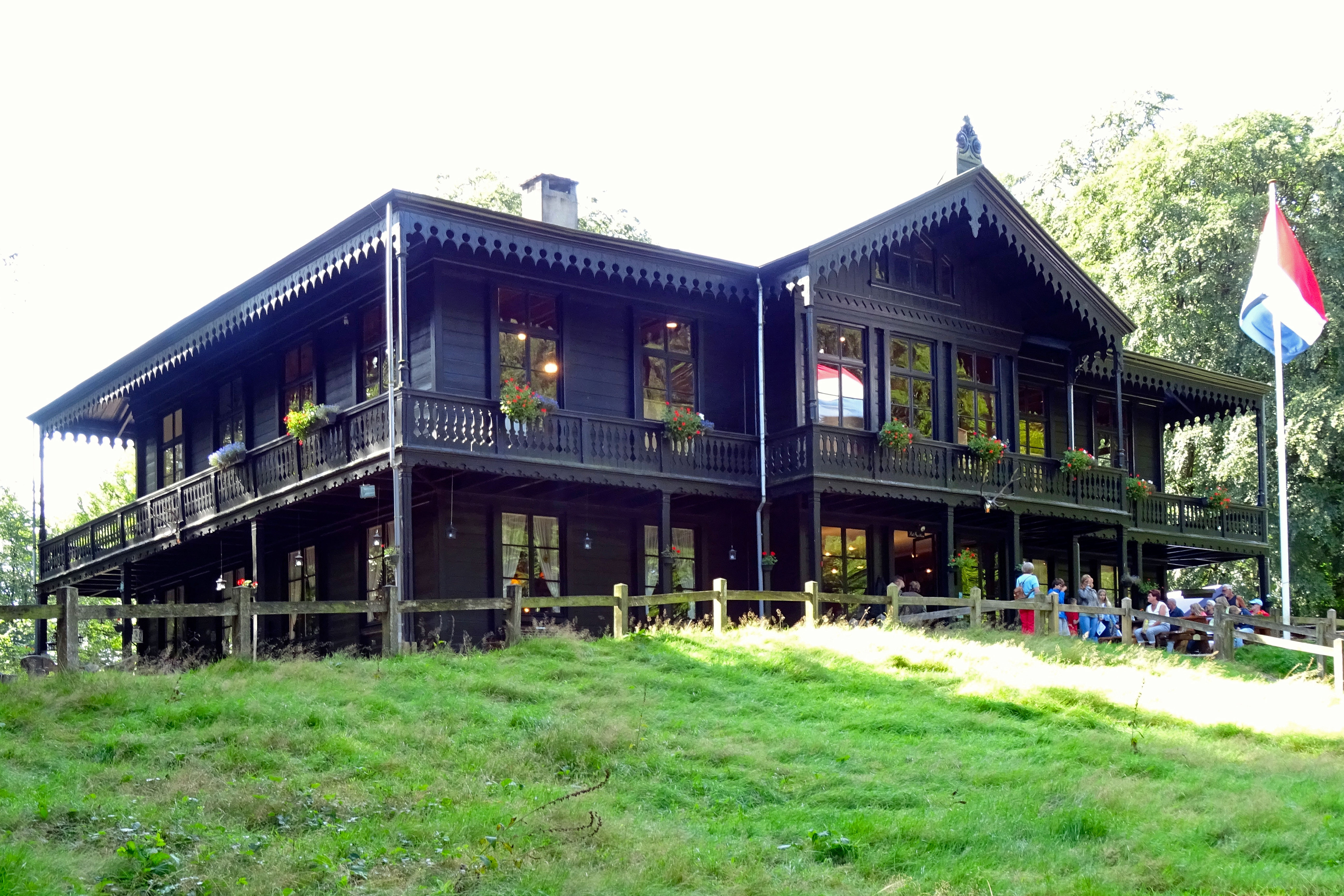
Aardhuis anno 2016
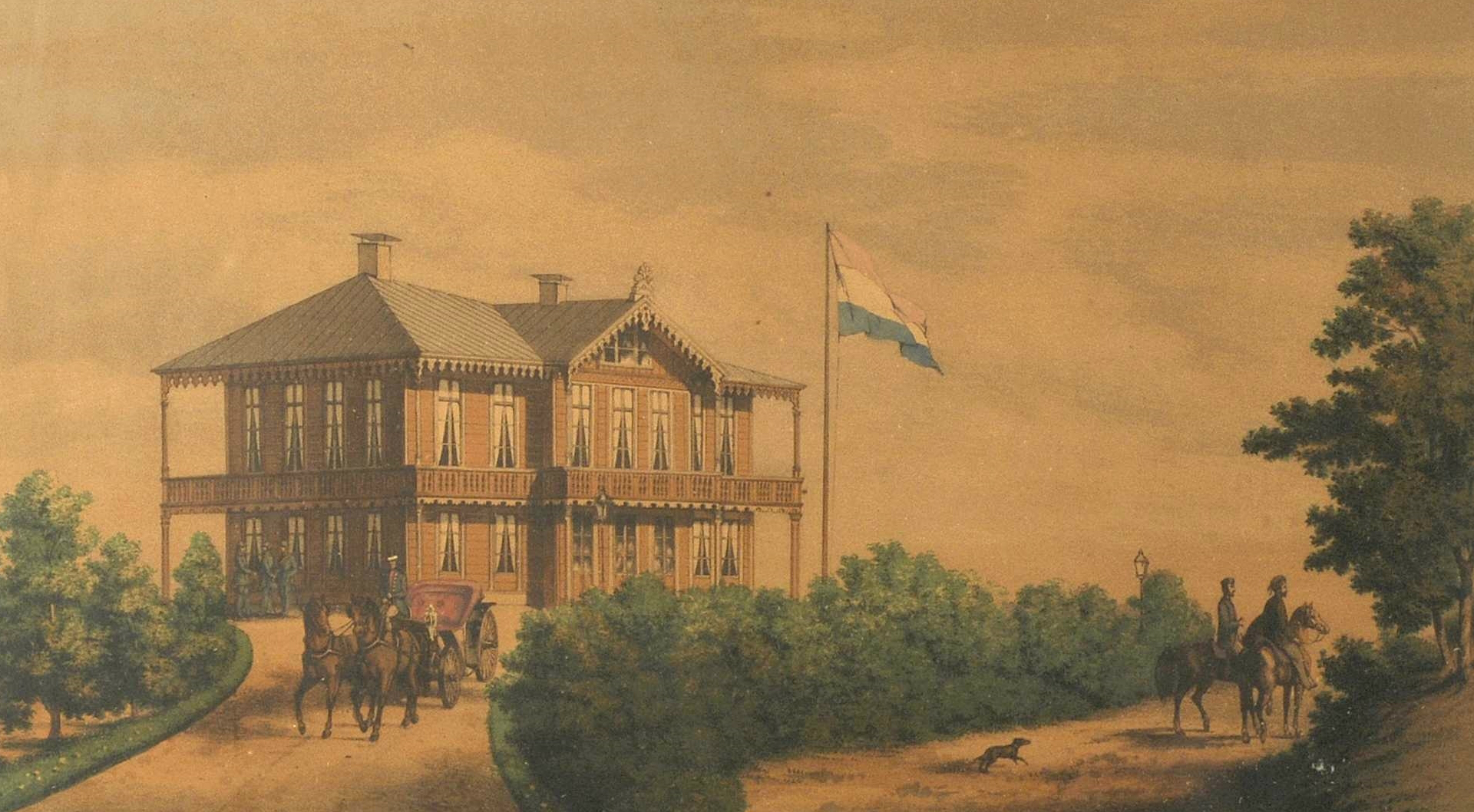
Aardhuis in de 19e eeuw